# Sedze-Maubecq
Sedze-Maubecq é uma comuna francesa na região administrativa da Nova Aquitânia, no departamento dos Pirenéus Atlânticos. Estende-se por uma área de 7,65 km². Em 2010 a comuna tinha 267 habitantes (densidade: 34,9 hab./km²).